# Erriyon Knighton
Erriyon Knighton, född 29 januari 2004, är en amerikansk friidrottare som tävlar i kortdistanslöpning.

## Karriär
Vid världsmästerskapen i friidrott år 2023 i Budapest vann han silver på 200 meter. Vid världsmästerskapen i friidrott år 2022 vann han brons på samma distans.